# کائده (رقصنده)
کائه‌ده (انگلیسی: Kaede؛ زادهٔ ۱۱ ژانویهٔ ۱۹۹۶) خواننده، رقصنده، و بازیگر اهل ژاپن است.